# Philip Tartaglia
Philip Tartaglia, né le 11 janvier 1951 et mort le 13 janvier 2021 à Glasgow, a été un archevêque écossais. En août 2015, il s'excuse publiquement auprès des personnes victimes des actes pédophiles dans l'Église dont ceux commis et couverts par son prédécesseur à la tête de la Conférence des évêques d'Écosse, Keith O'Brien. Il est mort deux jours après son 70e anniversaire, et le jour même de la fête de Saint Mungo, fête patronale de l'archidiocèse de Glasgow.